# 北川村モネの庭マルモッタン
北川村モネの庭マルモッタン（きたがわむらモネのにわマルモッタン）は、高知県安芸郡北川村野友に在る広さ2haの庭園。フランスの画家クロード・モネが描いた連作「睡蓮」をモチーフにして、睡蓮が浮かぶ池などがある。モネが「睡蓮」を描いたジヴェルニーの庭園以外では、同庭園を管理するクロード・モネ財団「アカデミー・デ・ボザール」から「モネ」を冠することを公式に認められている世界で唯一の庭園である。

## 概要
印象派を代表するフランスの画家であるクロード・モネが、1883年以降暮らしたジヴェルニーの「モネの庭」を、北川村の自然を生かして再現したもので、2000年4月19日に開園した。再現に当たっては、フランスの「モネの庭」の顧問（前管理責任者）ジルベール・ヴァエの指導を受けている。睡蓮の葉が円形や楕円形を保って水面全体にほどよく分布するように、水底で鉢に植え、週に一度は水中の落ち葉を回収し、年に一度は池の水を抜いて睡蓮の株を交換する。池の周囲にある草木も、季節・時間帯による陽光なども考慮して、緑と空の水面への映り込みを計算して植えられている。園内では1000種類の花や約5万5000本植物を育てて植え替えている。植生を管理する川上裕は2015年にフランス政府から芸術文化勲章（シュヴァリエ）を授与されている。
1990年に特産品であった柚子を基幹とした村おこしを目指して柚子のワイナリー事業の誘致が行われたが、バブル崩壊の影響により1996年に計画は大幅な縮小を余儀なくされ、ワイナリー事業に使用する予定だった土地の活用も含めた新事業が検討された。急遽、立ち上げられた村のプロジェクトチームにより、地域を活かした観光と文化の拠点として「モネの庭」の再現を中心としたフラワーガーデンが提案された。同年秋には職員をフランスへ派遣、クロード・モネ財団の協力を得るなど開園に向けた準備が進められた。

## 沿革
- 1996年 - 村の担当者をフランスへ派遣、交渉を開始した[6]。
- 1998年 - クロードモネ財団理事長 Van der Kemp（ヴァン・デル・ケンプ）氏より協力するとの意向が表明された[6]。
- 1998年 - モネの庭管理責任者のジルベール・ヴァエが来日し北川村を訪れる。整備中の公園に対する現地アドバイスをもらうとともに、北川村の取り組みや村についての視察を受けた[6]。
- 1999年10月 - マルモッタン美術館館長アルノー・ドートリヴより公園名称使用の許可を受けた[6]。
- 2000年4月19日 - 開園[6]。
- 2001年1月31日 - 2000年12月末までに192,240人が来場、県の調査で2位の龍河洞（185,309人）、3位の高知城懐徳館（179,598人）を超え、2000年に高知県で最も来場者数が多かった観光地となる[7]。
- 2001年4月  - 開園1周年で来場者数22万人を達成した[8]。
- 2001年  - 紀宮清子内親王来園[9]。
- 2003年6月18日  - 友の会が発足した[10]。
- 2008年3月1日 - 「光の庭」が開園した[11]。
- 2008年6月4日 - 当園で四国知事会議を開催された[12]。
- 2008年8月30日 - 開園以来の入園者が100万人を達成した[13]
- 2010年4月11日 - 開園10周年式典を駐日フランス大使、モネの庭館長を迎え実施した[5][14]。
- 2011年  - フローラルホールを開館した[15][16]。
- 2011年3月 - 定例議会にて経営状況についての質問がある。副村長より指定管理者制度を平成18年度より行い、平成21年度まで概ねマイナス3,000千円を基準にして上下で累積の処分利益で来ているとの回答がある。高知県外での認知度不足が原因と分析 [17]。また、高知県 観光振興部 の『平成26年県外観光客入込・動態調査報告書』 [18] によると、開館当初と比較して大幅に来場客数が減少している。
- 2012年5月10日 - ジルベール・ヴァエ夫妻が来園した[19]。
- 2015年4月 - 開園15周年を記念して写真集『モネの庭 四季彩』発刊した[20]。
- 2016年5月19日 - レストラン「カフェ モネの家」が全焼した[21][22][23]。
- 2017年4月 - レストラン「カフェ モネの家」リニューアルオープン[24]。
- 2017年8月 - 観光博覧会「志国高知幕末維新博」との連携でモネと同時代の中岡慎太郎との企画展「志国高知幕末維新博外伝 『中岡慎太郎』＆『クロード・モネ』展」を開催した[25]。
- 2018年6月14日 - 四国八十八景23番に選定された[26]。
- 2018年10月 - モネの庭新庭園責任者ジャンマリー・アヴィサールとヴァエが来園した[6]。
- 2019年 10月- 	北川村モネの庭からスタッフが2名渡仏しジヴェルニーにて庭の研修、交流、ボルディゲラの視察を行った[6]。
- 2019年11月 - 第3の池に絶滅危惧種8種自生の報道があった[6]。
- 2020年4月〜5月 - 新型コロナウイルスの感染拡大に伴い臨時休園した[6]。
- 2021年4月19日 - 開園20周年を迎える。「ボルディゲラの庭」をリニューアルオープンした[6][27]。
- 2023年10月 - モネの庭庭園責任者ジャンマリー・アヴィサールと前庭園管理責任者ジルベール・ヴァエが来園し監修にあたった[6]。
- 2023年10月27日 - 入園者数が200万人を突破した[6]。

## 利用情報
- 開園時間　9:00～17:00（最終入園は16:30）
- 休園日  6月～10月の第一水曜日、冬期メンテナンス期間（12月から2月末日まで）
- 入園観覧料　大人（高校生以上）￥1000 、小人（小中学生）￥500、 団体1割引（10名以上）
- 駐車場　約100台（うち大型バス6台）

## 施設

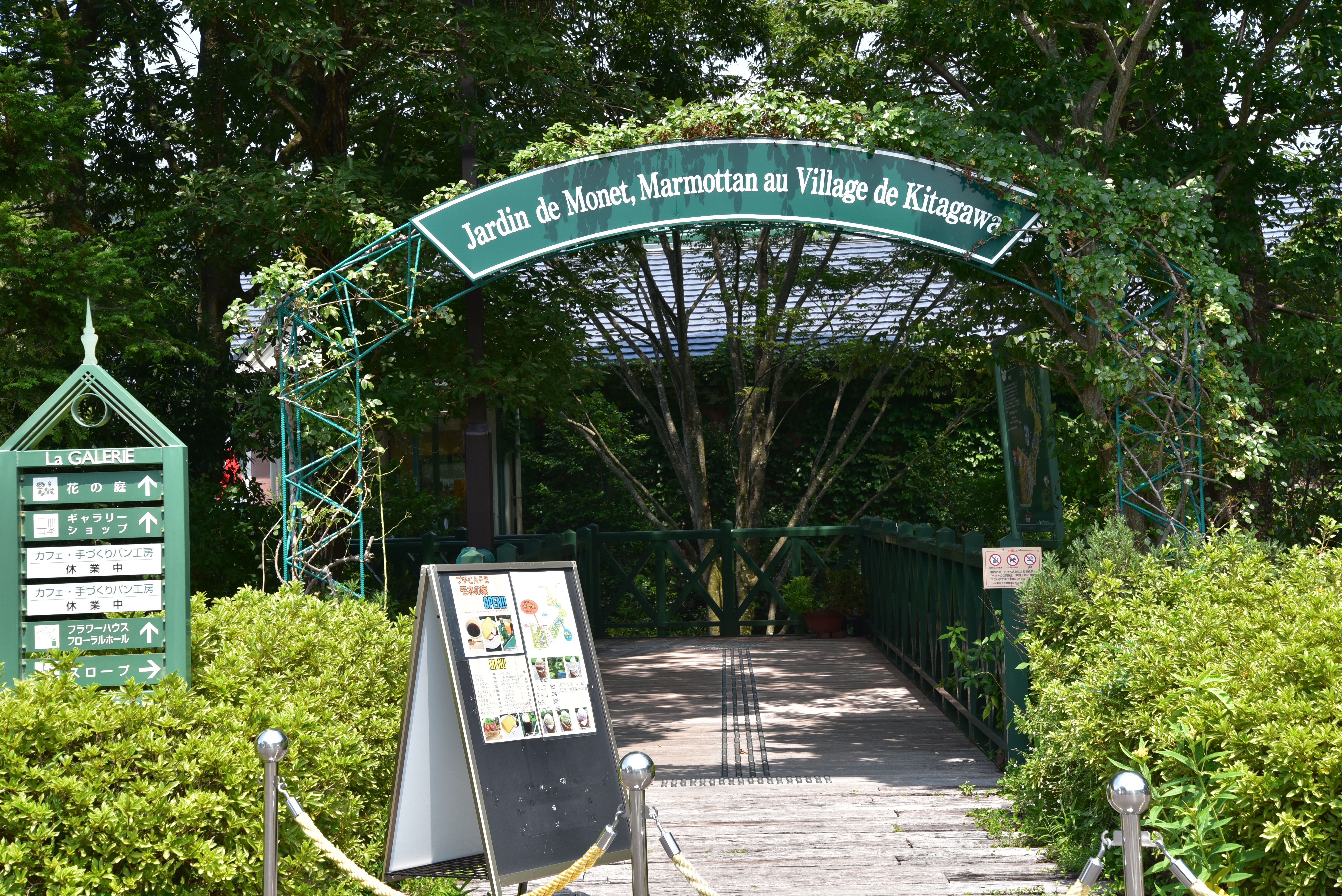
北川村モネの庭マルモッタン入り口

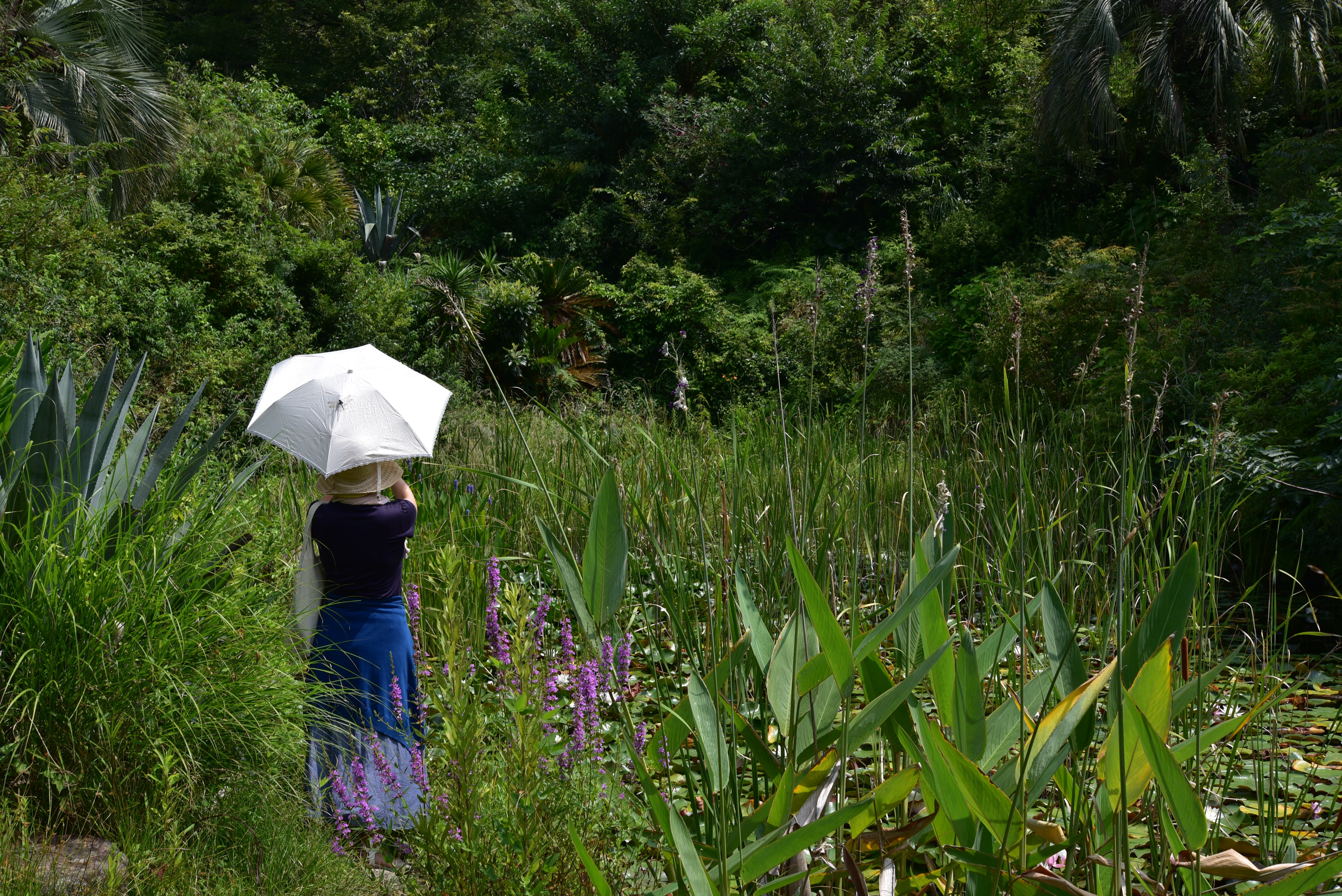
「光の庭」全景

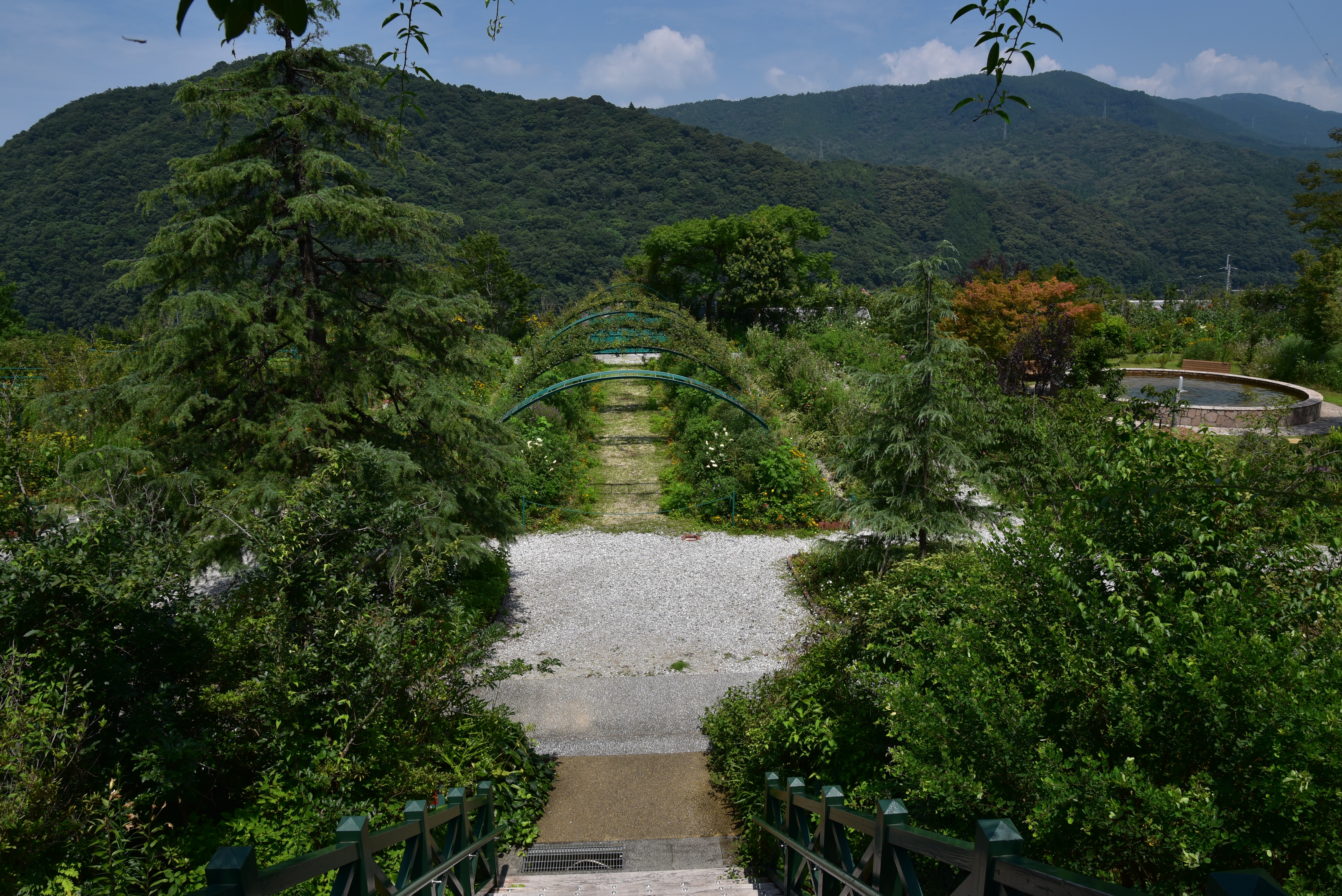
「花の庭」全景

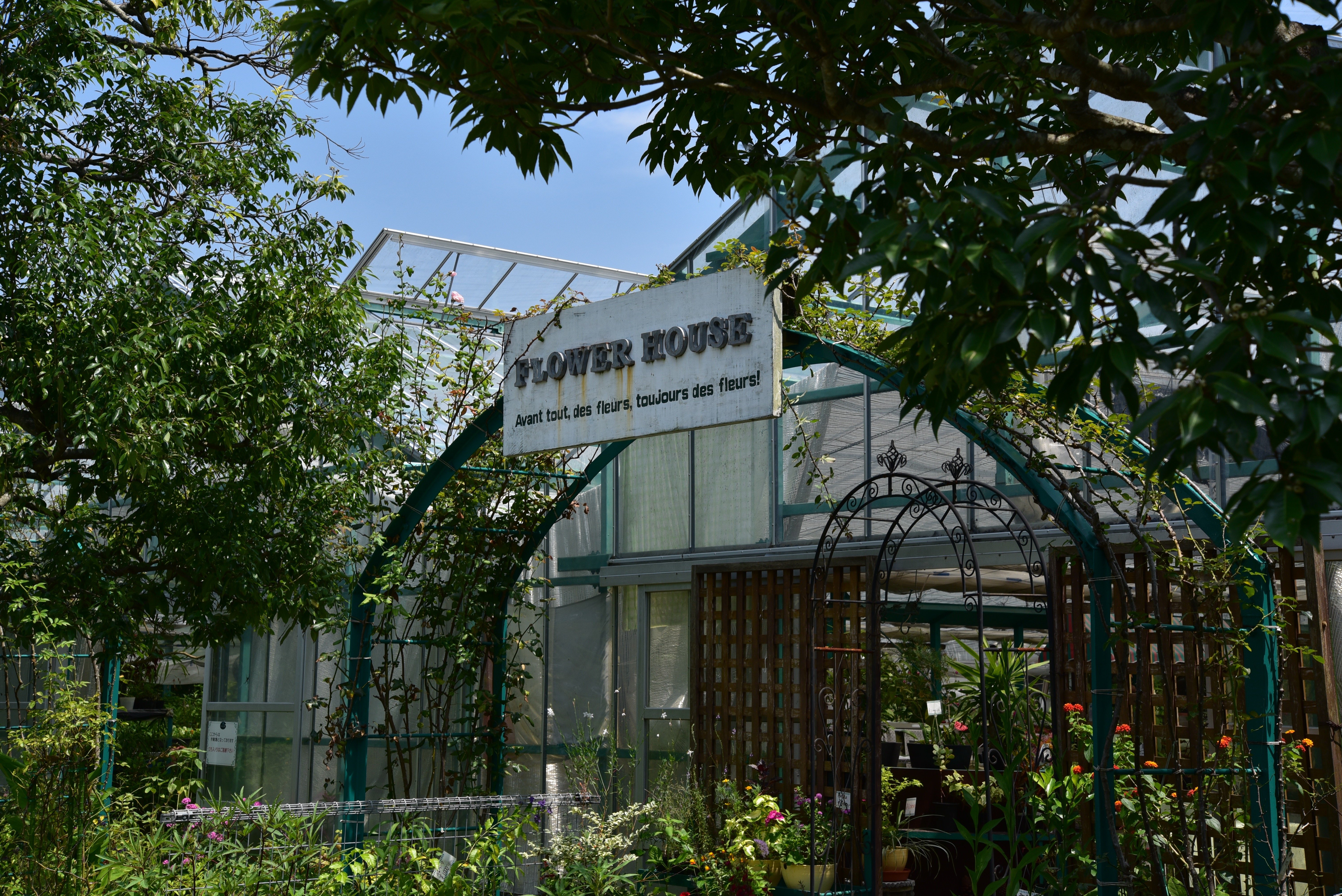
フラワーハウス

- ボルディゲラの庭[3][28]

モネが地中海沿岸を描いた作品『ボルディゲラ』をテーマに作られた庭。モネが地中海の光の中で描いた作品をテーマにした庭は、高知の海や山と出会ったことでさらに新しい風景となった。
- 花の庭

四季毎に花の咲く庭。画家のパレットのような色彩の庭は四季の花々が咲き、見るたびに新しい風景を楽しめる。
- 水の庭

モネのこだわりのスイレンの咲く庭、青いスイレンも咲く。多くの名作を生んだスイレンの咲く庭でモネの描いた風景に出会ことができる。
- フラワーハウス

庭の植栽を行っており、花苗などの販売もしている。
- フローラルホール

2011年にオープンした多目的ホール。ギャラリーを兼ねた展示スペース。
- ギャラリー・ショップ

ギャラリーはアトリエをモチーフにしている。名画の複製を展示するほか、ショップではモネグッズや地元商品を販売している

## アクセス
- 土佐くろしお鉄道ごめん・なはり線奈半利駅から北川村営バスで「モネの庭」下車すぐ、または車で約10分。
- 高知龍馬空港から車で約60分
- 高知自動車道南国ICから車で約70分

## ギャラリー

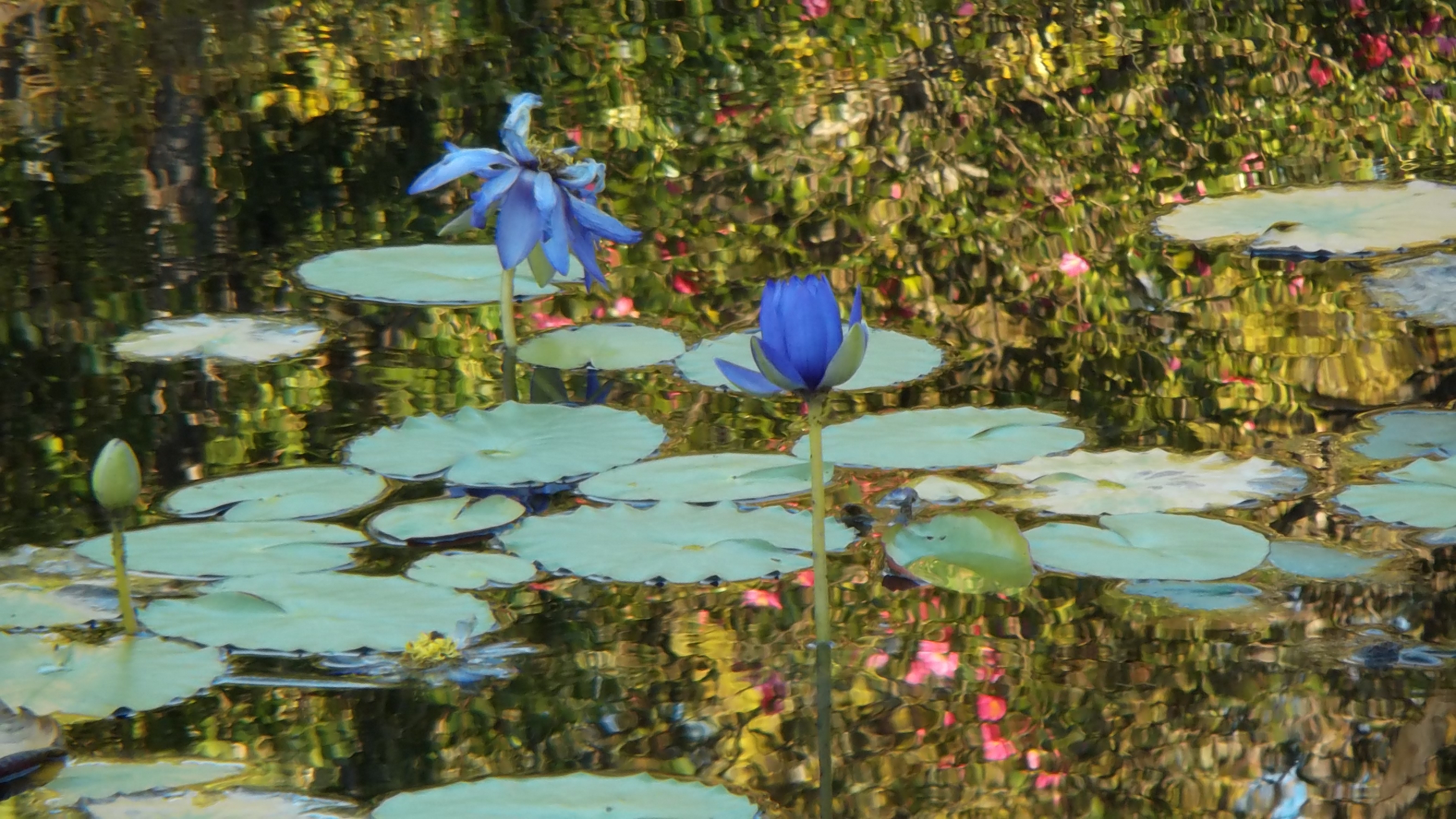
北川村モネの庭マルモッタンの水の庭に咲く青いスイレン
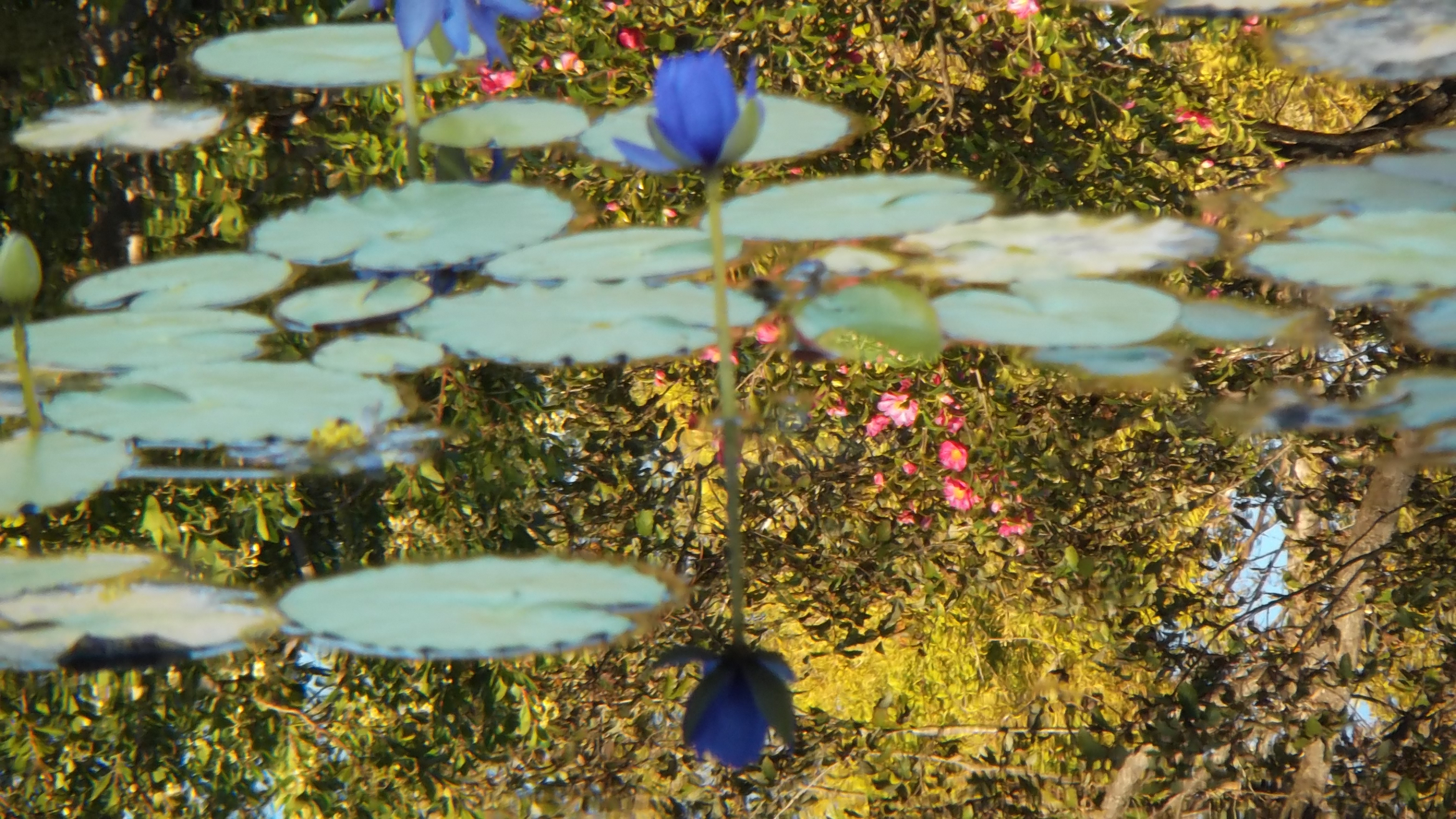
北川村モネの庭マルモッタンの水の庭に咲く湖面に映る青いスイレン
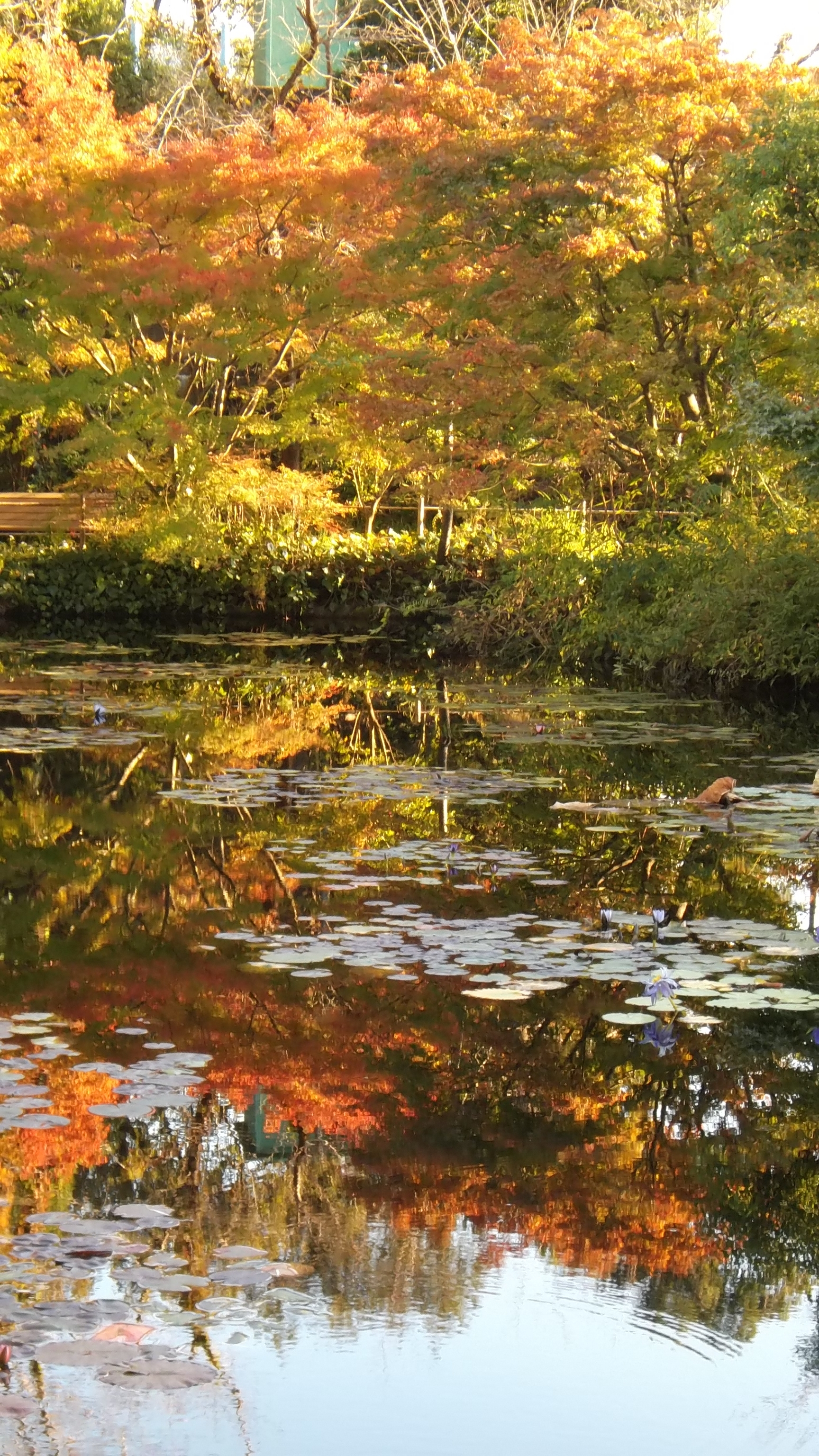
北川村モネの庭マルモッタンの水の庭の湖面に映る紅葉
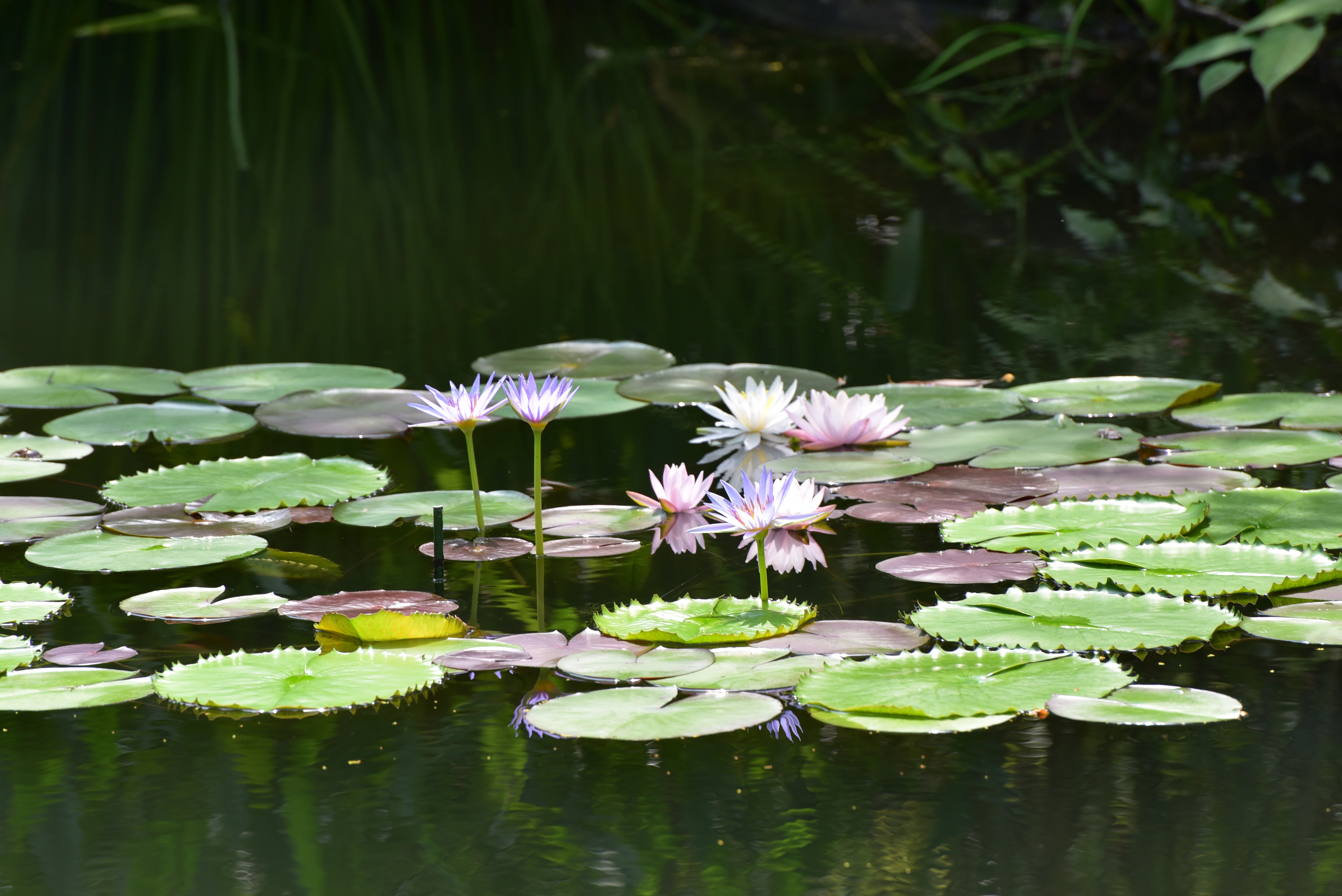
北川村モネの庭マルモッタンの水の庭に咲くスイレン
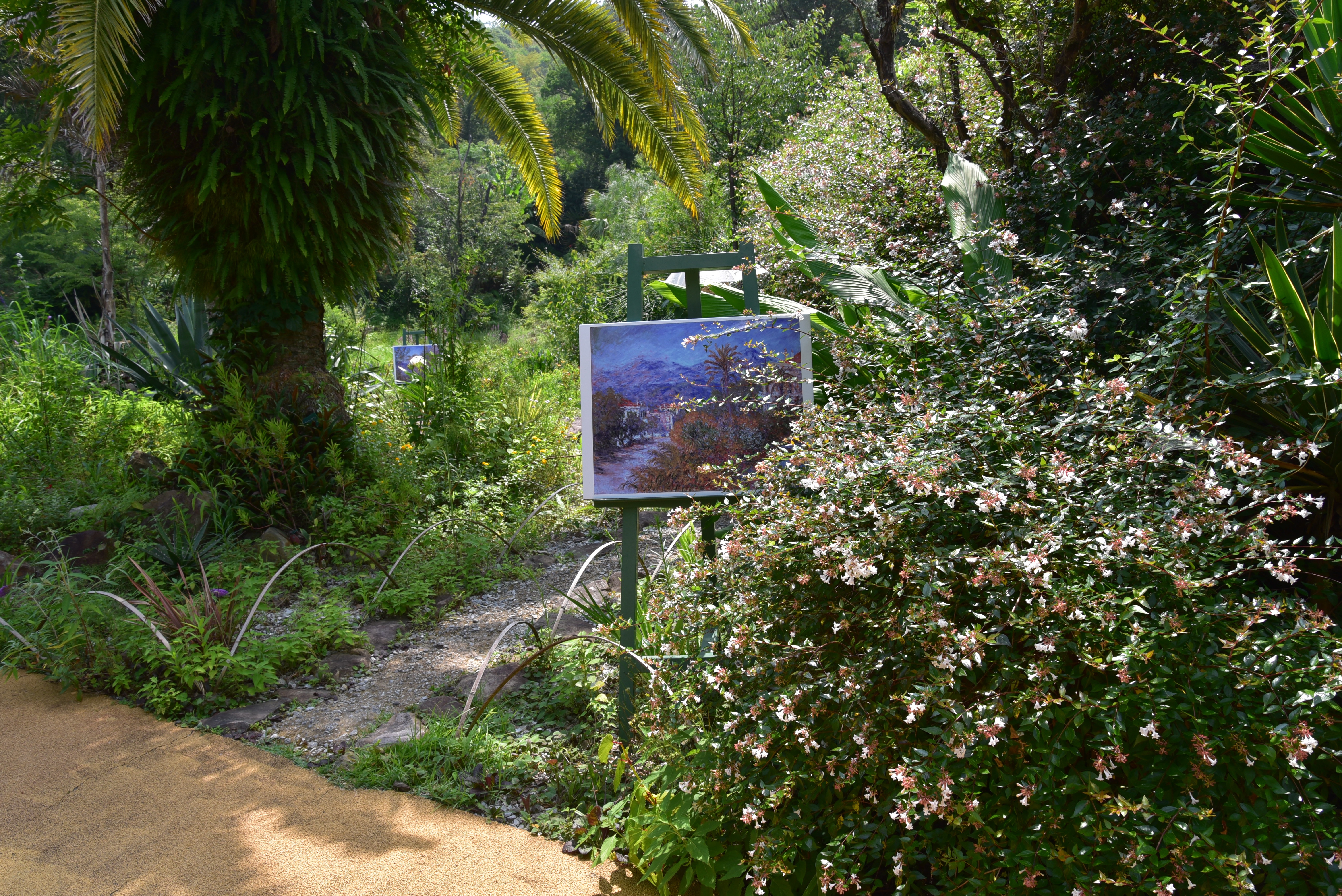
北川村モネの庭マルモッタンの光の庭入り口